# Доходный дом Маркова (Каменноостровский проспект, 63)
Доходный дом Маркова (дом Сомова) — памятник архитектуры. Расположен в Санкт-Петербурге, современный адрес дома — Каменноостровский проспект, 63.
Дом построен в 1910—1911 годах, в том же стиле, тем же архитектором (В. А. Щуко) и для того же владельца, что и дом 65.
Основной фасад, 7 осей, отступает в глубину участка, фасады боковых ризалитов стоят вровень с красной линией. Центр строго симметричен. Второй-четвёртый этажи объединяют две пилястры ионического ордера, по сторонам от них — два равных по размеру барельефа. Ризалиты оформлены несимметрично, в одном использованы ионические пилястры, в другом — лоджии. Наружные стены прорезают широкие арки, на верхних этажах они опираются на ионические колонны, на нижнем — на массивный столб. Фасад облицован тёсаным известняком и серым тёсаным гранитом, украшен резьбой. Три средних этажа украшены слегка выступающими пилястрами, барельефами, филёнками в узором в стиле раннего Возрождения.
Владелец участка, К. В. Марков, сам был военным инженером и участвовал в проектировании зданий. На каждом этаже со стороны улица расположено две большие квартиры, окна их парадных комнат выходят на проспект, а окна служебных помещений — во двор. Квартиры также расположены во дворовых флигелях, но там они более скромные. Дом строился первым, к моменту начала работы Щуко уже были заложены фундаменты, что предопределяло общую схему. Арочные лоджии были выбраны как в силу необходимости уравновесить несимметричный отступ, так и благодаря выходу угла на солнечную сторону.
Вестибюль перекрыт небольшим расписным сводом на парусах, дальше ведёт мраморная лестница с точёными перилами, которая освещена из больших окон. Квартира владельца на втором этаже украшена лепными карнизами, пилястрами, расписным фризом; сохранилось несколько полукруглых украшенных барельефами каменных каминов и отделка бильярдной, кессонированный деревянный плафон с росписью и дверь из красного дерева, обработанные бронзой.
В доме жили: К. В. Марков, А. А. Оль, П. А. Всеволожский, Рубен Абгарович Орбели, В. П. Костенко.

## Галерея

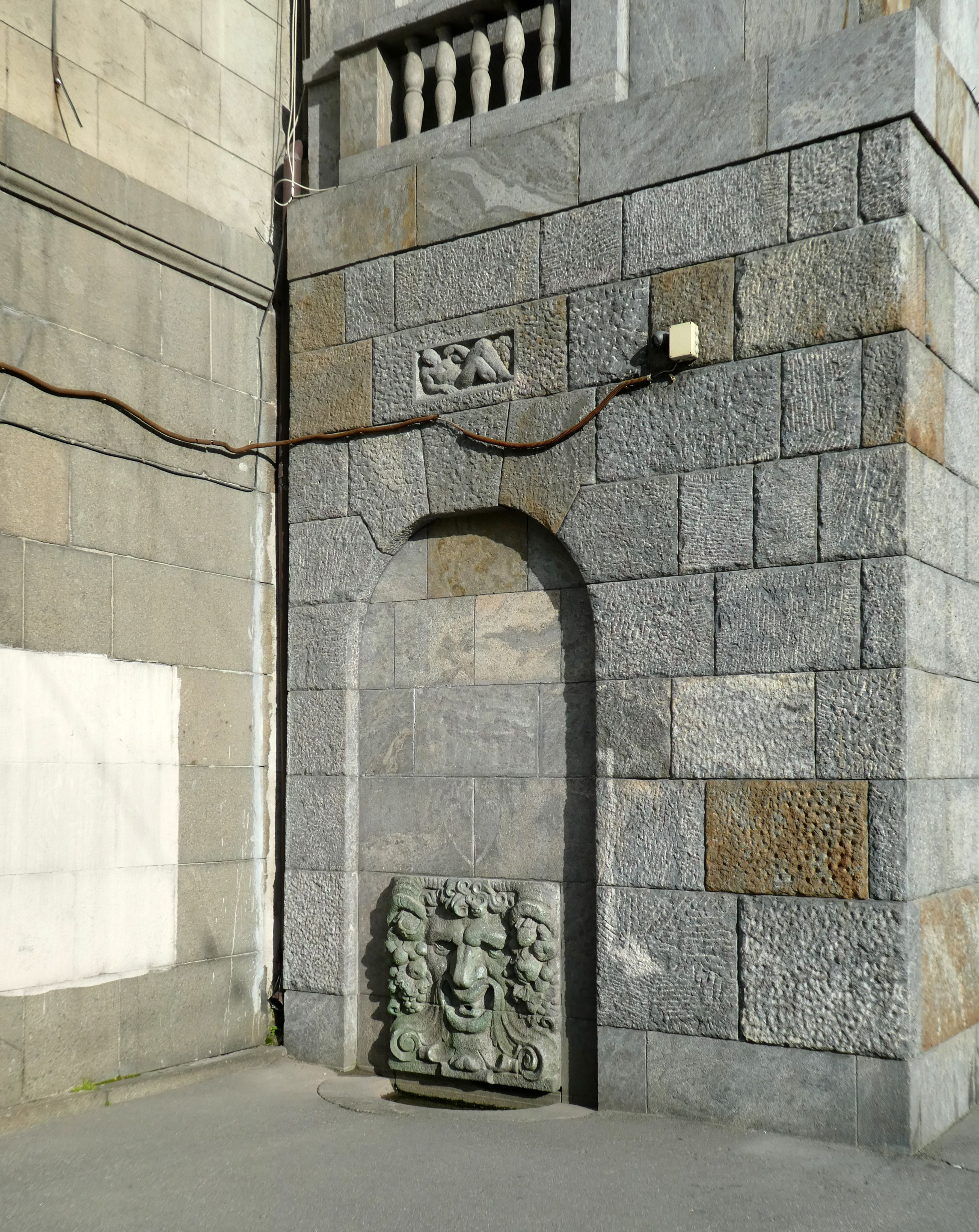
Стенной фонтан
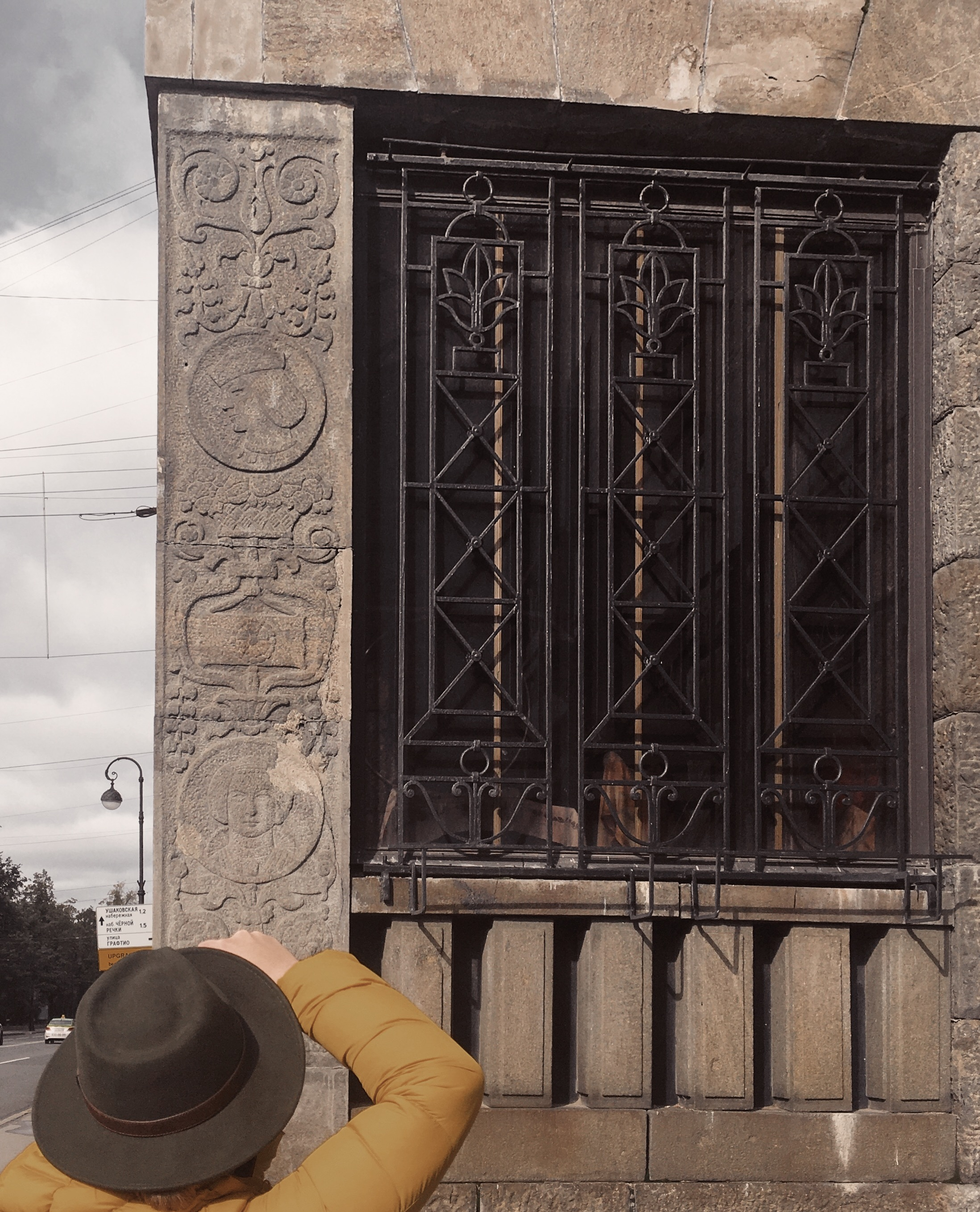
Резьба на фасаде
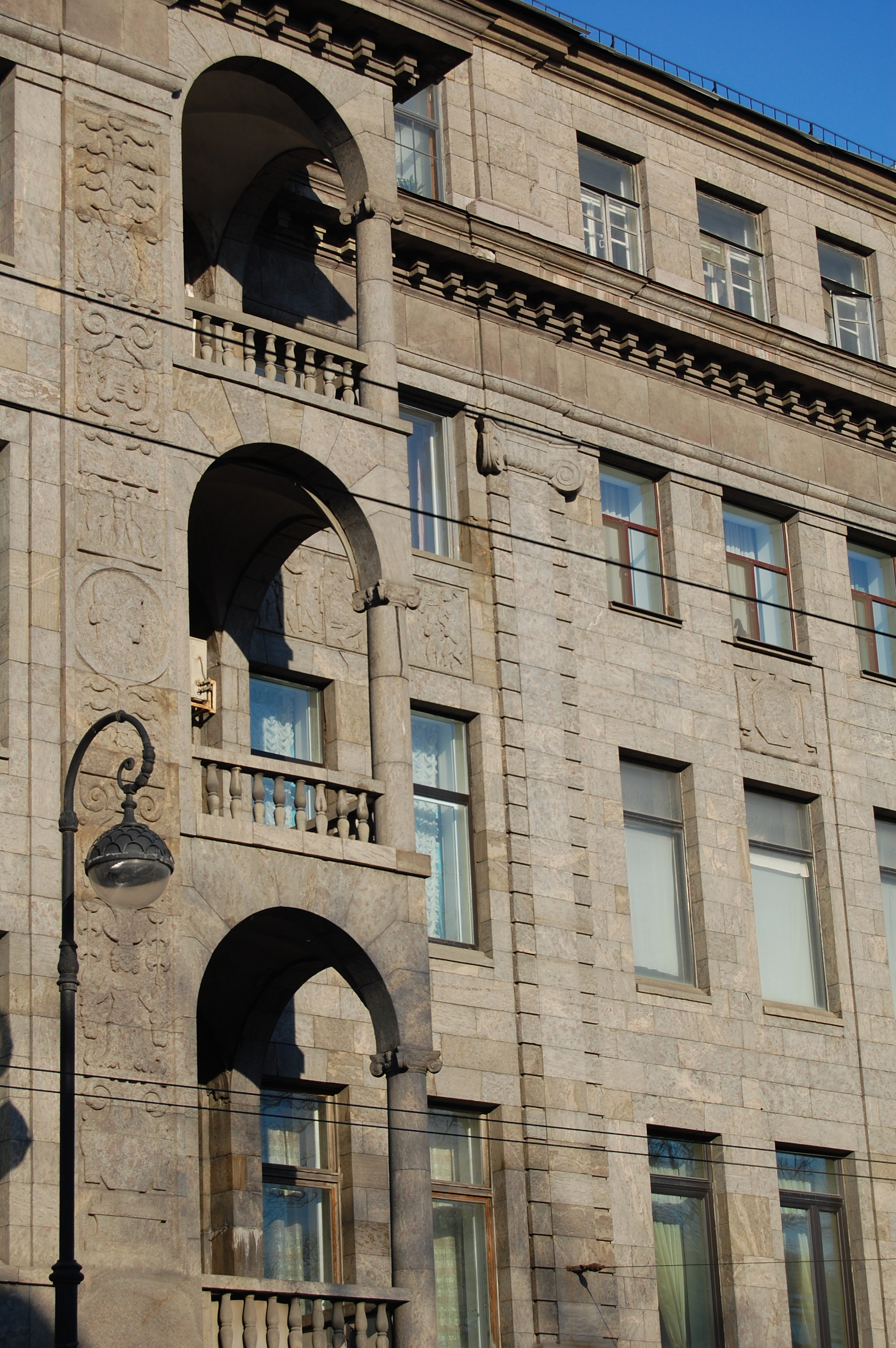
Левый ризалит